# Elio Migliaccio
Elio Migliaccio (Latina, 30 ottobre 1966 – Latina, 5 agosto 2012) è stato un calciatore italiano, di ruolo difensore.

## Biografia
Il 5 agosto 2012 è morto in un incidente stradale. Diplomato all'ISEF, dopo il ritiro svolgeva la professione di personal trainer.

## Caratteristiche tecniche
Era un libero, ben dotato tecnicamente.

## Carriera

### Giocatore
Inizia la carriera nelle giovanili del Latina, con cui viene aggregato alla prima squadra; in seguito va a giocare nel Campobasso, con cui dopo una prima stagione da riserva senza nessuna presenza debutta nella stagione 1986-1987 esordendo in Serie B all'età di vent'anni, disputando 13 partite nella serie cadetta e retrocedendo in Serie C1 con la squadra molisana, con cui nella stagione 1987-1988 gioca 14 partite in terza serie e segna il suo primo gol in carriera in campionati professionistici; rimane in squadra anche nella stagione 1988-1989, nella quale conquista il posto da titolare (33 presenze ed un gol) e la squadra retrocede in Serie C2 dopo uno spareggio. A fine anno lascia dopo tre anni Campobasso e si trasferisce alla Vigor Lamezia, con cui nella stagione 1989-1990 gioca 30 partite in Serie C2.
A fine stagione cambia nuovamente squadra: nella stagione 1990-1991 gioca infatti nel Giarre, con cui colleziona 32 presenze nel campionato di Serie C1, categoria nella quale milita anche nella stagione 1991-1992, con la maglia del neopromosso Acireale, con cui disputa ulteriori 31 partite in terza serie. Nella stagione 1992-1993 gioca tutte e 34 le partite di campionato con l'Acireale, con cui si piazza al secondo posto in classifica in Serie C1 alla pari con il Perugia, che si impne sui siciliani nello spareggio per la promozione in Serie B; tuttavia il Perugia viene successivamente declassato, a favore dell'Acireale: nella stagione 1993-1994 Migliaccio gioca quindi nuovamente nella serie cadetta, in cui colleziona 34 presenze ottenendo la salvezza dopo la vittoria nello spareggio contro il Pisa. Inizia la stagione 1994-1995 sempre in B nell'Acireale, per poi essere ceduto a dicembre al Siracusa, con cui termina l'annata giocando 16 partite in Serie C1.
Dopo una stagione al Benevento (con cui gioca 30 partite in Serie C2), nell'estate del 1996 Migliaccio torna all'Acireale, nel frattempo retrocesso in Serie C1: nella stagione 1996-1997 il difensore laziale gioca da titolare, collezionando 31 presenze: anche nella stagione 1997-1998 gioca il medesimo numero di partite di campionato, mentre nella stagione 1998-1999 (l'ultima della sua carriera con l'Acireale) scende in campo con minor frequenza totalizzando 18 presenze, arrivando così ad un totale di 186 partite di campionato con la maglia della squadra granata (di cui per alcuni anni è anche stato capitano), che al termine della stagione 1998-1999 retrocede in Serie C2.
Nella stagione 1999-2000 si accasa al Giorgione, squadra veneta militante in Serie C2, con cui disputa 18 partite in quarta serie; nella stagione 2000-2001 milita invece nella Turris, con cui gioca 26 partite, sempre in Serie C2: si tratta del suo ultimo anno in carriera in campionati professionistici, dal momento che al termine della stagione 2001-2002 (giocata in Serie D nell'Aprilia, con cui disputa 17 partite e segna una rete a distanza di 12 anni dal suo ultimo gol in campionato) si ritira dal calcio giocato.
In carriera ha disputato 47 partite in Serie B, 247 in Serie C1, 104 in Serie C2 e 17 in Serie D.

### Allenatore
Ha allenato la Berretti del Latina.